# 956 (szám)
A 956 (római számmal: CMLVI) egy természetes szám.

## A szám a matematikában
A tízes számrendszerbeli 956-os a kettes számrendszerben 1110111100, a nyolcas számrendszerben 1674, a tizenhatos számrendszerben 3BC alakban írható fel.
A 956 páros szám, összetett szám. Kanonikus alakban a 22 · 2391 szorzattal, normálalakban a 9,56 · 102 szorzattal írható fel. Hat osztója van a természetes számok halmazán, ezek növekvő sorrendben: 1, 2, 4, 239, 478 és 956.